# Mera (cane)
Mera (in greco Μαῖρα?, in latino Maera) è una figura della mitologia greca. Secondo il mito era un cane appartenuto a Icario e Erigone.
Secondo un'antica leggenda originaria dell'Attica, raccontata dal mitografo Igino, ad Icario Dioniso insegnò per primo a fare il vino. Quando Icario lo fece assaggiare ad alcuni pastori, essi si ubriacarono quasi immediatamente. Credendo che Icario li avesse avvelenati, lo uccisero. Il cane Mera corse ululando dalla figlia di Icario, Erigone, le prese le vesti tra i denti e la tirò fino al luogo dove giaceva il padre morto. Sia Erigone che il cane si suicidarono accanto al corpo di Icario.
Zeus pose le loro immagini fra le stelle a memoria dell'evento sfortunato. In questa storia, Icario si identifica con la costellazione di Boote, Erigone con quella della vergine e Mera è il Cane Minore.
Dioniso, dio del vino e dell’ebbrezza, punisce gli assassini di Icario inducendo allucinazioni a tutte le giovani in età da marito della città le quali si suicidano per impiccagione, come la buona Erigone.
Gli uomini della città riescono a placare le ire di Dioniso solo piantando la vite e osservando il culto del dio.